# Uma Loja para Assassinos
Uma Loja para Assassinos (em coreano: 킬러들의 쇼빙몰) é uma série televisiva em andamento Sul Coreana criada, escrita e dirigida por Lee Kwon, estreando Lee Dong-wook e Kim Hye-Jun. Baseada no romance The Killer's Shopping Mall escrito por Kang Ji-young, sobre uma garota que perdeu seus pais e foi criada por seu tio, o qual comanda um centro de compras suspeito. Estreou no Disney+ em 17 de janeiro de 2024, em locais selecionados, e no Hulu nos Estados Unidos. 

## Sinopse
A série conta a história de Jeong Ji-an (Kim Hye-jun), que se torna alvo de assassinos altamente habilidosos devido ao perigoso legado deixado por seu tio Jeon Jin-man (Lee Dong-wook) que morre inesperadamente. Tentando descobrir o que está acontecendo, ela, então, retorna ao seus primeiros anos de vida para relembrar o que seu tio a ensinou.

## Elenco

### Principal
- Lee Dong-wook como Jeong Jin-man: um homem que secretamente comanda um incomum centro comercial chamado 'Murthehelp' além de criar sua sobrinha Ji-an.
- Kim Hye-jun como Jeong Ji-an: uma jovem garota que crescer com seu excêntrico tio após perder seus pais.
  - Ahn Se-bin como Ji-an criança
  - Cho Si-yeon como Ji-an com 13 anos de idade

### Apoio
- Seo Hyun-woo como Lee Seong-jo: um franco-atirador de sangue frio e top de linha.
- Jo Han-sun como Bale: um notório vilão temido pelos outros assassinos.
- Park Ji-Bin como Bae Jeon-min: um colega de classe de Ji-an, que acaba descobrindo a identidade do centro comercial graças a suas excelentes habilidades como hacker. 
  - Kim Ye-gyeom como Jeong-min criança
- Geum Hae-na como So Min-hye: uma assassina classe S especializada em armas, facas e tudo mais, assim como luta.
- Lee Tae-young como Brother: um suspeito trabalhador de meio período que tem gerenciado o centro comercial cheio de segredos sem que ninguém saiba.
- Kim Min como Pasin: professor de Muay Thai de Ji-an e colega de longa data de Jin-man.

### Outros
- Park Jeong-woo como Honda
- Jung Yi-hun como Jun-cheol: um membro da equipe mercenária que confia e segue Jin-man.
- Kim Jun-bae como Sr. Kim
- Han Chul-woo como pai de Ji-an
- Song Ah-kyung como mãe de Ji-an
- Hwang Dae-ki como Bongo

### Participações especiais
- Cha Mi-kyung como avó de Ji-an  (episódio 1)
- Kim Han-jong como motorista de táxi  (episódio 1)
- Kim Yoon-sung como Detetive Park  (episódio 1)
- Cho Ji-an como Jun-myeon  (episódio 4)

## Episódios
| Nº | Título | Dirigido por | Escrito por | Data original do lançamento |
| -- | ------ | ------------ | ----------- | --------------------------- |
|    |        |              |             |                             |
|    |        |              |             |                             |
|    |        |              |             |                             |

## Produção

### Desenvolvimento
Co-dirigido por Lee Kwon e Noh Kyu-yeop e co-escrito por Ji Ho-jin e Lee. Fornecido pela Walt Disney Coréia enquanto Merrychristmas, uma subsidiária da A2Z Entertainment, e Project Onion co-produziram a série. 

### Fundição
Em novembro de 2022, Lee Dong-wook e Kim Hye-jun foram supostamente elencados para a série, que terá sua estréia na plataforma global OTT. Lee e Kim foram anunciados como elenco principal da série em maio de 2023.
Em dezembro de 2023, foi revelado que Seo Hyun-woo, Jo Han-sun, Park Ji-bin, Geum Hae-na e Kim Min possuiriam diversos papéis na série.

## Lançamento
Em 2024 foi confirmado que a série seria globalmente lançada na plataforma Disney+. 
Em dezembro de 2023, foi anunciado pela Disney+ a data de lançamento para 17 de janeiro de 2024. Também foi lançada no Hulu nos Estados Unidos. 
1. ↑  «Watch Uma Loja para Assassinos | Star+». www.starplus.com. Consultado em 29 de janeiro de 2024